# Adalbert Kuhn
Franz Felix Adalbert Kuhn (født 19. november 1812 i Königsberg i Neumark, død 5. maj 1881) var en tysk sprog- og myteforsker, far til Ernst Kuhn.
Han studerede 1833—37 i Berlin, blev 1841 lærer ved Köllnisches Gymnasium sammesteds, 1856 professor og 1870 rektor for samme. I 1881 tog han sin afsked og døde få uger efter. Ved siden af sin skolevirksomhed syslede han med stor iver med sammenlignende og indisk sprogvidenskab, især i dens anvendelse på kulturhistorien. I 1850 grundlagde han (sammen med Theodor Aufrecht) tidsskriftet Zeitschrift für vergleichende Sprachforschung. Dertil
sluttede sig Beiträge zur verglechenden Sprachforschung auf dem Gebiete der arischen, celtischen und slawischen Sprachen, udgivet af Kuhn og (indtil hans død 1868) August Schleicher (8 bind, 1856—76). I Zur ältesten Geschichte der indogermanischen Völker (1845, udvidet i Webers Indische Studien, I, 1850) søger han ud fra sprogsammenligningen at give et billede af vor æts oprindelige kulturtilstande. Die Herabkunft des Feuers und des Göttertranks (1859, på ny i Mythologische Studien von Adalbert Kuhn, I, 1887) var en tid grundlæggende for den sammenlignende mytologi, som dog i sin senere udvikling har fjernet sig ganske fra Kuhns metode. Bidrag til tysk sagnforskning har han givet i Märkische Sagen und Märchen (1843), Norddeutsche Sagen, Märchen und Gebräuche (1848) og Sagen, Gebräuche und Märchen aus Westfalen (2 bind, 1859).